# Sapekhburto K'lubi Gagra
Il Sapekhburto K'lubi Gagra (in georgiano საფეხბურთო კლუბი გაგრა?), meglio nota come Gagra è una società calcistica georgiana con sede nella città di Tbilisi. Milita nella Erovnuli Liga, la prima divisione del campionato georgiano di calcio, ma gioca le sue partite casalinghe a Tbilisi a causa della guerra georgiano-abcasa. Nella sua storia ha vinto due coppe di Georgia, ed è l'unico club di seconda serie al momento della competizione a vincerla due volte e unico insieme allo Spaeri a riuscirci almeno una volta.

## Storia
Il club venne fondato nel 2004 e nel 2005 conquistò la promozione in Pirveli Liga, la seconda serie nazionale. Alla terza stagione in Pirveli Liga nel 2008 vinse il suo raggruppamento e venne promosso in Umaglesi Liga per la prima volta. Conquistò la salvezza al termine della sua prima stagione in massima serie, ma nella stagione 2009-2010 concluse all'ultimo posto e venne retrocesso in Pirveli Liga. Nella stagione 2010-2011 vinse la Pirveli Liga, venendo così promosso in Umaglesi Liga, ma soprattutto vinse la coppa di Georgia, battendo in finale la T'orp'edo Kutaisi dopo i tempi supplementari. Grazie a questo successo venne ammesso al secondo turno preliminare della UEFA Europa League per l'edizione 2011-2012, venendo però subito eliminato dai ciprioti dell'Anorthōsis. Nella stessa stagione non riuscì a salvarsi e venne retrocesso in Pirveli Liga. Negli anni successivi ha mantenuto le posizioni di vertice della seconda serie senza riuscire a tornare in massima serie. Si avvicinò nel 2020 perdendo ai play-off di promozione contro il T'orp'edo Kutaisi, ma l'anno successivo ci riuscì battendo lo Shukura Kobuleti per 1-0, tornando in massima serie, dove rimane tuttora.

## Rosa 2025
Rosa e numerazione aggiornate al 13 febbraio 2025.
| N. |                        | Ruolo | Calciatore          |
| -- | ---------------------- | ----- | ------------------- |
| 1  | Bielorussia (bandiera) | P     | Roman Stepanov      |
| 2  | Brasile (bandiera)     | D     | Augusto             |
| 3  | Georgia (bandiera)     | D     | Otar Chochia        |
| 6  | Georgia (bandiera)     | C     | Mate Tsintsadze     |
| 7  | Georgia (bandiera)     | C     | Otar Gagnidze       |
| 8  | Georgia (bandiera)     | C     | Giorgi Papuashvili  |
| 9  | Georgia (bandiera)     | A     | Giorgi Gabedava     |
| 10 | Georgia (bandiera)     | C     | Tornike Okriashvili |
| 11 | Georgia (bandiera)     | A     | Davit Gotsiridze    |
| 13 | Georgia (bandiera)     | D     | Levan Gegetchkori   |
| 14 | Georgia (bandiera)     | D     | Zurab Chavchanidze  |

| N. |                    | Ruolo | Calciatore             |
| -- | ------------------ | ----- | ---------------------- |
| 15 | Georgia (bandiera) | D     | Giorgi Chekhani        |
| 18 | Mali (bandiera)    | C     | Abdouramane Ouologuem  |
| 19 | Georgia (bandiera) | A     | Goga Gogoladze         |
| 22 | Brasile (bandiera) | D     | Pedro Borges           |
| 23 | Georgia (bandiera) | P     | Aleksandre Dadeshkelia |
| 25 | Brasile (bandiera) | C     | Wanderson              |
| 28 | Georgia (bandiera) | D     | Giga Shainidze         |
| 30 | Georgia (bandiera) | C     | Gia Nadareishvili      |
| 33 | Georgia (bandiera) | C     | Giorgi Kharebashvili   |
| 34 | Georgia (bandiera) | C     | Luka Chikhladze        |
| 37 | Georgia (bandiera) | D     | Giorgi Rekhviashvili   |

## Società

### Staff gestionale
- Beso Chikhradze - Presidente
- Goderdzi Chikhradze - Vice-presidente

### Staff tecnico
- Giorgi Oniani - Allenatore
- Nikoloz Geladze - Allenatore in seconda
- Aleksandre Papunashvili - Allenatore condizione
- Tamaz Chanturidze - Allenatore dei portieri

### Sponsor
Sponsor Kit
- 2010 - oggi: PUMA

Sponsor maglie
- 2010 - oggi: Sandora

## Palmarès

### Competizioni nazionali
- Coppa di Georgia: 2

2010-2011, 2020
- Erovnuli Liga 2: 2

2007-2008, 2010-2011

### Altri piazzamenti
- Coppa di Georgia:

Finalista: 2018
Semifinalista: 2011-2012, 2024
- Supercoppa di Georgia:

Finalista: 2011, 2021
- Erovnuli Liga 2:

Secondo posto: 2016, 2021
Terzo posto: 2005-2006, 2006-2007, 2014-2015, 2018, 2020

## Statistiche

### Partecipazione alle competizioni UEFA
| Stagione  | Torneo                        | Turno                         | Club       | Andata | Ritorno | Totale |
| --------- | ----------------------------- | ----------------------------- | ---------- | ------ | ------- | ------ |
| 2011-2012 | UEFA Europa League            | Secondo turno preliminare     | Anorthōsis | 0-3    | 2-0     | 2-3    |
| 2021-2022 | UEFA Europa Conference League | Primo turno di qualificazione | Sutjeska   | 0-1    | 1-1     | 1-2    |